# Distrito de Darrang
Darrang (en asamés; দৰং) es un distrito de India en el estado de Assam. Código ISO: IN.AS.DA.
Comprende una superficie de 3 481 km².
El centro administrativo es la ciudad de Mangaldai.

## Demografía
Según censo 2011 contaba con una población total de 908 090 habitantes, de los cuales 435 956 eran mujeres y 472 134 varones.